# Championnat du Soudan du Sud de football
Le Championnat du Soudan du Sud de football est une compétition mettant aux prises les meilleurs clubs de football sud-soudanais. Les clubs sont amateurs..
Pour le premier championnat, en 2011, sept champions provinciaux sont désignés et s'affrontent lors de la phase nationale. Le titre est remporté par Wau Salaam FC. Le club obtient ainsi le droit de représenter le Soudan du Sud lors de la Coupe Kagame inter-club 2012 organisée par la CECAFA.

## Histoire
Avant l'indépendance acquise en juillet 2011, les clubs du Soudan du Sud participaient au championnat du Soudan, notamment dans les ligues régionales.
Dès 2011, un premier championnat est organisé au niveau national et oppose les vainqueurs des championnats provinciaux. Cette première édition se déroule sous un format de matches couperets avec élimination directe et le Wau Salaam FC remporte la compétition, devenant ainsi le premier champion du pays.
Lors de l'édition 2013, ce sont 11 participants qui prennent part au championnat et l'équipe d'Atlabara FC gagne son premier titre, se qualifiant ainsi pour la Ligue des Champions de la CAF 2014, une première pour le Soudan du Sud.
Pour la troisième édition du championnat, c'est l'équipe du Al Malakia FC qui termine championne en 2014 et se qualifie donc pour la Ligue des Champions de la CAF 2015.
De son côté, en 2015, Atlabara FC remporte son deuxième titre en remportant la finale du championnat 1-0 contre le Al Ghazala FC et se qualifie donc pour la Ligue des Champions de la CAF 2016. Notons que cette année-là, 12 clubs ont participé au championnat.

## Palmarès
| Année | Champion                                                   |
| 2012  | Wau Salaam FC (1)                                          |
| 2013  | Atlabara FC (1)                                            |
| 2014  | Al Malakia FC (1)                                          |
| 2015  | Atlabara FC (2)                                            |
| 2016  | Championnat non joué                                       |
| 2017  | Wau Salaam FC (2)                                          |
| 2018  | Al-Hilal FC (1)                                            |
| 2019  | Atlabara FC (3)                                            |
| 2020  | Championnat abandonné en raison de la pandémie de Covid-19 |
| 2021  | Championnat non joué                                       |
| 2022  | Championnat non joué                                       |
| 2023  | Bor Salaam FC (1)                                          |
| 2024  | El-Merriekh FC                                             |
| 2025  | Jamus FC                                                   |

## Bilan
| Club          | Titres | Années           |
| ------------- | ------ | ---------------- |
| Atlabara FC   | 3      | 2013, 2015, 2019 |
| Wau Salaam FC | 2      | 2012,2017        |
| Al Malakia FC | 1      | 2014             |
| Al-Hilal FC   | 1      | 2018             |
| Bor Salaam FC | 1      | 2023             |